# Kösem
Mahpeyker Kösem Sultan (ur. 1589, zm. 2 września 1651) –  główna konkubina sułtana Ahmeda I.
Miała ponad czternaście lat, gdy trafiła do haremu sułtana Ahmeda I. Niewolnica greckiego pochodzenia, Haseki Sultan jako ulubiona nałożnica  sułtana Ahmeda I oraz Valide Sultan, jako matka sułtanów Murada IV i Ibrahima I. Regentka Imperium Osmańskiego, w latach 1623–1632 w imieniu Murada IV oraz w latach 1648–1651 w imieniu wnuka Mehmeda IV. Jedyna posiadaczka tytułów: Valide-i Muazzama oraz Valide-i Kebire, oznaczających Wielką Sułtankę Matkę.
Jest uznawana za najpotężniejszą i najbardziej wpływową kobietę w historii Imperium Osmańskiego.

## Pochodzenie
Kösem urodziła się najprawdopodobniej w 1589 roku na greckiej wyspie Tinos jako Anastazja, nie jest pewne czy to prawda, że jej ojciec był kapłanem prawosławnym. Została porwana przez Turków lecz do pałacu trafiła już za czasów haremu Sułtana Mehmeda III. Przez okres ten była służącą Sułtanki Handan, następnie przez flirty z księciem, a później sułtanem Ahmedem I została pobita i wygnana do Starego Pałacu. Następnie gdy zasiadł na tronie, na jego rozkaz wróciła do Pałacu Top Kapı. Ze względu na jej olśniewającą urodę nadano jej imię Mahpeyker, co z perskiego oznacza „księżyc w pełni”, „twarz o kształcie księżyca” lub „piękna jak księżyc”. Później gdy została Sułtanką Haseki, zmieniła sobie imię na   Kösem, co oznacza „przewodniczka stada”.

## Główna konkubina (Haseki Sultan)
Kösem bardzo szybko stała się ulubienicą młodego sułtana i już w 1605 roku urodziła mu księcia Mehmeda i sułtankę Ayşe. Prawdopodobnie po narodzinach swojego pierwszego dziecka otrzymała tytuł Haseki Sultan – ulubionej żony sułtana, co znaczyło, że stała w hierarchii haremowej wyżej niż Mahfiruz, pierwsza Hatun Ahmeda i matka jego najstarszego syna, Osmana. Jako że babka Ahmeda, sułtanka Safiye została wygnana z pałacu w 1604 roku, a jego matka, sułtanka Handan zmarła  w 1605 roku, Kösem znacznie urosła w siłę i zdobyła wpływ zarówno na politykę, jak i na samego Ahmeda. Istnieją wzmianki i przypuszczenia, iż została prawowitą żoną władcy, nie ma na to jednak jednoznacznych dowodów ani raportów z tak ważnego wydarzenia w haremie prócz jednego listu sugerującego, że  Ahmed ją poślubił. 
Mahpeyker urodziła padyszachowi wiele dzieci, pewne, że jednymi z nich byli: Mehmed, Ayşe, Fatma, Hanzade, Murad, Kasim, Ibrahim, Ümmügülsüm oraz zmarli w dzieciństwie Orhan i Selim. Miała bardzo dobre relacje ze swoimi pasierbami, Osmanem i Bajazydem. Zdawała sobie jednak sprawę, że jeśli Osman zostanie w przyszłości władcą, skaże jej synów na śmierć. Zabiegała więc o prawa do tronu dla chorego psychicznie Mustafy, młodszego brata Ahmeda, obawiając się o życie swoich dzieci.
Rywalizowała z Mahfiruz, Fatmą i  pozostałymi konkubinami Ahmeda. Mówi się, że nawet sam Ahmed uderzył jedną kobietę  w twarz w obecności pozostałych nałożnic, a następnie wygnał ją z pałacu za lekceważącą postawę wobec jego ulubienicy. Takich opowieści jest wiele. 

## Wygnanie
Sułtan Ahmed I zmarł 22 listopada 1617 roku na tyfus. Zgodnie z nowym prawem senioratu i przy pomocy samej Haseki na tron wstąpił Mustafa I. Kösem zgodnie z tradycją wyjechała do Starego Pałacu, jednakże wciąż wywierała duży wpływ na politykę, kontaktując się z Halime, matką Mustafy.
Po zdetronizowaniu szalonego padyszacha, na tron wstąpił sułtan Osman II, syn Mahfiruz. W 1621 roku wydał on rozkaz egzekucji Mehmeda, swojego przyrodniego brata, a najstarszego syna Kösem. Możliwe, że w zemście sułtanka, posiadająca ogromne poparcie janczarów, była jedną z osób odpowiedzialnych za wywołanie buntu w 1622 roku i śmierć Osmana. Prawdopodobnie też, to z jej rozkazu zamordowano sułtankę Mahfiruz.

## Sułtanka Matka (Valide Sultan)

### Po raz pierwszy
Po śmierci Osmana, na tron ponownie wstąpił jego stryj, Mustafa. Jego rządy skończyły się jednak po kilku miesiącach, a nowym padyszachem został jedenastoletni syn Mahpeyker, Murad IV. Sama Kösem została nową Sułtanką Matką, a także oficjalną regentką Imperium Osmańskiego (naib-i-sultanat).
Mahpeyker Kösem samodzielnie sprawowała rządy w imieniu swojego małoletniego syna. Uczestniczyła w obradach divanu, siedząc za kurtyną, nawet kiedy jej regencja już dobiegła końca. Jej panowanie było okresem korupcji, łapówkarstwa, chaosu w państwie, a także spustoszenia skarbca, jako że Kösem udzielała się charytatywnie na ogromną skalę, zyskując sobie tym samym miłość ludu.
Sułtanka Kösem utraciła tytuł regentki w 1632 roku, a Murad zaczął sprawować własne, krwawe rządy. Jego stosunki z matką uległy znacznemu pogorszeniu, jednak Mahpeyker wciąż rządziła państwem pod nieobecność sułtana. Nie ostrzegła swojego syna, Sulejmana przed śmiercią w 1635 roku oraz doprowadziła do zamordowania swojego najzdolniejszego dziecka, Kasima w 1638 roku. Wszystkie swoje córki wydawała wielokrotnie za mąż, nawet w wieku trzech lat, czerpiąc ogromne korzyści z ich małżeństw politycznych.

### Po raz drugi
Sułtan Murad zmarł 8 lutego 1640 roku z powodu marskości wątroby. Na łożu śmierci rozkazał zabić swojego najmłodszego brata, księcia Ibrahima, ostatniego męskiego członka dynastii osmańskiej. Nie chcąc dopuścić do wygaśnięcia rodu, Kösem przekupiła katów i wmówiła Muradowi, że jego brat nie żyje. Następnie wyciągnęła Ibrahima z klatki i posadziła go na tronie, zostając tym samym po raz kolejny Sułtanką Matką. Skutecznie zajmowała się rządzeniem Imperium, podczas gdy jej syn, zdegenerowany, psychicznie chory i wyuzdany seksualnie człowiek, rzucił się w wir zabaw haremowych.
W 1647 roku Kösem zawiązała spisek mający na celu obalenie swojego szalonego syna. Fortel jednak spalił na panewce, Ibrahim rozkazał ściąć wszystkie osoby zamieszane, zaś matkę wygnał z pałacu. Rok później Ibrahim wymordował harem złożony z trzystu nałożnic, aby uśmierzyć zazdrość swojej konkubiny. Ludność turecka wznieciła powstanie. Za zgodą sułtanki Mahpeyker, padyszach został zdetronizowany, a następnie uduszony cięciwą łuku 18 sierpnia 1648 roku.

### Po raz trzeci
Po śmierci Ibrahima, Kösem posadziła na tronie swojego najstarszego wnuka, siedmioletniego Mehmeda i ponownie ogłosiła się regentką Imperium. Jako że matka małego sułtana, Sułtanka Turhan, była młoda i niedoświadczona, tytuł Sułtanki Matki ponownie przeszedł w ręce sułtanki Kösem, która piastowała tę funkcję za panowania jej dwóch synów. Od tamtej pory tytułowano ją: Büyük Valide Sultan (Babka Sułtana), Valide-i Muazzama (Wielka Sułtanka Matka, Najwspanialsza Sułtanka Matka), Valide-i Kebire (Wielka Sułtanka Matka, Starsza Sułtanka Matka).

## Śmierć
Konflikt między Kösem a Turhan zaogniał się. Rosjanka nie chciała oddać należnych jej zaszczytów i tytułu Sułtanki Matki. Miała poparcie zarówno wielkiego wezyra, jak i szefa czarnych eunuchów, podczas gdy babka sułtana cieszyła się uznaniem janczarów i ludu.
Podczas zmagań o władzę, Mahpeyker planowała zamordować młodego sułtana i jego matkę, zastępując go swoim ulubionym wnukiem, księciem Sulejmanem. Intryga jednak się nie udała, gdyż jedna ze służących, Melek Hatun, doniosła o wszystkim Turhan. To prawdopodobnie Rosjanka, w obronie dziecka, wydała rozkaz zabicia teściowej.
Mahpeyker Kösem została zamordowana 2 września 1651 roku. Legendy podają, że została uduszona własnymi włosami lub haremową zasłoną przez Sulejmana, głównego czarnego eunucha, a jej zakrwawione zwłoki rzucono pod nogi idącym jej na pomoc janczarom.
Sułtankę pochowano w Błękitnym Meczecie, mauzoleum jej męża Ahmeda I. Cały Stambuł przez trzy dni opłakiwał śmierć uwielbianej władczyni. Po jej śmierci nazywana była Valide-i Maktule (Zamordowana Matka).

## Dzieci

### Synowie
- Książę Mehmed (8 marca 1605 – 12 stycznia 1621) – zamordowany z rozkazu Osmana II.
- Książę Orhan (1609 – 1612).
- Książę Selim (1611-1611).
- Murad IV (26/27 lipca 1612 – 8 lutego 1640) – siedemnasty sułtan Imperium Osmańskiego, panujący w latach 1623–1640.
- Książę Kasim (1614 – 17 lutego 1638) – książę koronny od 1635 roku, zamordowany z rozkazu Murada IV.
- Książę Sulejman (1615 – 27 lipca 1635) – zamordowany z rozkazu Murada IV.
- Ibrahim I (5 listopada 1615 – 18 sierpnia 1648) – osiemnasty sułtan Imperium Osmańskiego w latach 1640–1648.

### Córki
- Sułtanka Ayşe (1605 – 1657)
- Sułtanka Fatma (1606 – 1670)
- Sułtanka Gevherhan (1608 – 1660)
- Hanzade Sultan (1609 – 1650)
- Sułtanka Atike (1614 – 1674)

## Kultura i sztuka
Od 12 listopada 2015 w tureckiej telewizji emitowany był serial Wspaniałe stulecie: Sułtanka Kösem. Sułtankę Kösem zagrały Anastasia Tsilimpiou, Beren Saat i Nurgül Yeşilçay.